# 날개어깨뼈
날개어깨뼈(winged scapula, scapula alata) 또는 익상견갑골(翼狀肩胛骨), 익상견갑은 어깨가 등 쪽으로 돌출되는 비정상적인 위치를 보이는 골격의 질환이다.
드물게는 어깨와 인접한 상지의 기능적 활동이 제한되는 경우까지 생기기도 한다. 날개어깨뼈 환자는 무거운 물건을 들거나, 당기거나, 미는 동작이 힘들어질 수 있다. 일부 심각한 경우 옷을 갈아입거나 머리를 감는 등 일상적인 동작을 하는 데에도 지장이 갈 수 있다. 질병의 이름은 어깨뼈의 안쪽 경계가 등 쪽으로 돌출되어 보이는 겉모습이 날개처럼 보인다고 하여 붙여졌다. 날개어깨뼈는 정상적인 어깨위팔리듬을 방해하여 팔의 굽힘과 벌림이 힘들어지고, 통증과 근력 소실이 발생하게 된다. 어린이들에서는 날개어깨뼈가 정상적인 자세로 간주될 수 있으나 청소년과 성인에서는 비정상적인 소견으로 본다.

## 증상과 징후

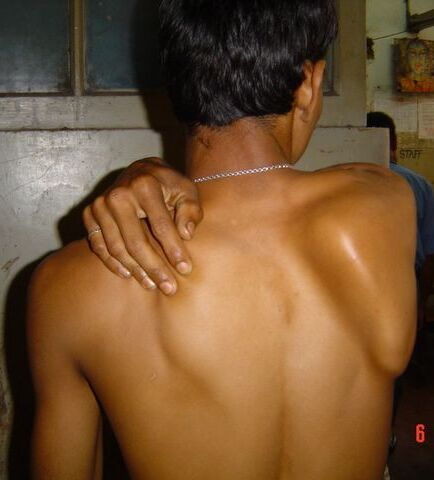
오른쪽 어깨뼈에 발생한 날개어깨뼈

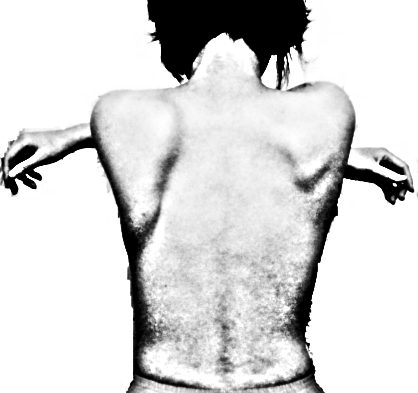
왼쪽 어깨뼈에 발생한 날개어깨뼈

날개어깨뼈의 중증도와 겉모습은 영향을 받은 근육과 신경에 따라 달라진다. 모든 경우에 통증이 나타나지는 않는다. 얼굴어깨팔 근디스트로피(FSHD) 환자 13명을 대상으로 한 연구에서는 한 명도 통증을 호소하지 않았다. 그러나 피로감은 흔한 증상으로 나타났으며 모든 피험자가 일상적인 활동에 지장이 갔다고 보고했다.
날개어깨뼈 환자의 대다수에서는 앞톱니근 손상으로 인해 등의 변형이 발생한다. 앞톱니근은 어깨뼈의 앞안쪽 측면에 닿으며, 수축하면 어깨뼈의 위쪽돌림, 벌림, 약한 올림이 일어나 팔을 머리 위로 들어올릴 수 있도록 한다. 앞톱니근에 분포하는 신경은 긴가슴신경으로, 따라서 이 신경에 손상이나 충돌이 생기면 앞톱니근의 쇠약이나 마비로 이어질 수 있다. 앞톱니근이 약해지면 어깨뼈는 가슴우리에서 멀어져 등 위쪽에 날개 같이 어깨뼈가 튀어나오게 된다. 이 특징은 특히 외부 저항에 맞서 미는 동작을 할 때 잘 나타난다. 또한 머리 위로 팔을 올리는 동작도 제한될 수 있다.
FSHD에서 날개어깨뼈는 어깨관절을 수축시킬 때 발견할 수 있다. 이 동작을 할 때 어깨관절은 비정상적으로 벌어지며 어깨뼈는 동시에 안쪽으로 회전한다.

## 원인
날개어깨뼈는 날개가 생긴 방향에 따라 안쪽(medial, 내측)과 가쪽(lateral, 외측)의 두 가지로 나눌 수 있다. 앞톱니근 마비에 의해 발생하는 안쪽 날개어깨뼈가 더 흔하다. 안쪽 날개어깨뼈의 일반적인 원인은 긴가슴신경의 손상(병변 등)이다. 긴가슴신경은 가슴 측면에 위치해 어깨뼈를 앞으로 당기는 작용을 하는 앞톱니근을 지배한다. 앞톱니근 마비는 긴가슴신경에 발생한 외상성, 비외상성, 특발성 손상에서 나타나는 특징적인 기능 장애이다. 가쪽 날개어깨뼈는 척수더부신경의 손상으로 나타난다. 등세모근의 심각한 위축은 목의 림프절 생검 중 실수로 생긴 척수더부신경 손상 시에 관찰된다.
긴가슴신경이 외상성 손성을 입는 데에는 다양한 원인이 있다. 흉부 압박상(목이나 어깨에 펀치를 맞은 경우, 팔이음부위를 갑자기 내리는 경우, 목과 어깨를 비정상적으로 구부리는 경우), 반복적 움직임(웨이트 리프팅이나 던지는 동작이 있는 스포츠 등에서 관찰), 어깨가 지나치게 압박될 경우(가방 등으로 인한 경우), 그 외 다양한 집안일(정원일, 세차, 잠을 잘 때 팔을 오래 벌리고 있는 경우, 책을 읽을 때 턱을 괴는 경우) 등이 그 예시이다. 부리밑(subcoracoid)이나 어깨밑근의 윤활주머니 같은 다른 구조물이 커지거나 염증이 생겨 신경을 누를 수 있다. 지나치게 힘을 주거나, 겨드랑림프절 절제, 자발성 기흉 수술, 전신마취 이후, 전기쇼크 등 여러 치료로 인해 긴가슴신경의 의원성 손상이 일어날 수도 있다.
긴가슴신경의 비외상성 손상을 일으킬 수 있는 원인에는 바이러스성 질환(인플루엔자, 편도선염, 기관지염, 소아마비), 알레르기성 약물 반응, 약물 과량 복용, 독소(제초제, 파상풍), C7 신경근병증, 대동맥 축착 등이 있다.
날개어깨뼈는 더부신경과 등쪽어깨신경이 관련된 등세모근과 마름근 마비로 인해 발생할 수도 있다. 가장 흔한 원인은 앞톱니근 마비이며 덜 흔한 원인으로는 등세모근과 마름근 마비가 있지만, 그 외에도 다른 질병들이 원인이 될 수 있다. 어깨가슴근육(등세모근, 마름근)의 직접적인 손상, 구조적 기형(돌림근띠의 병리, 어깨의 불안정, 기타 등등)이 기타 원인의 예시이다.

## 진단
병력과 신체검사에 더해 부정유합이나 부전골절 같은 구조적 이상을 배제하기 위해 목과 가슴, 어깨, 위가슴문의 단순 X선 검사를 시행하는 것이 권장된다. 컴퓨터단층촬영(CT)이나 자기공명영상(MRI)는 드물게 사용되지만, 만일 의심되는 질환이 있을 경우 유용할 수 있다. 의심될 시 CT나 MRI를 사용해 볼 수 있는 질환에는 신경섬유종증 관련 손상, 추간판 장애, 신경근병증, 종양이 있다.

## 치료
날개어깨뼈에는 여러 가지 분류가 있으며, 똑같이 여러 가지 치료 선택지가 있다. 근력 운동이 권장될 수 있는데 특히 앞톱니근은 어깨뼈 안쪽을 가슴우리에 고정하는 역할을 하므로 이 근육의 역할이 중요하다. 더 심각한 경우 관련 근육의 근력을 증강시키는 데에 물리치료가 도움이 될 수 있다. 어깨관절의 근육이 쇠약해졌을 경우 물리치료가 치료 선택지에 들어가지만, 임상적으로 해당 근육들이 수축하지 못하며 중증의 증상이 3~6개월 이상 지속될 경우 수술을 다음 선택지로 고려할 수 있다.
날개어깨뼈에 대한 물리치료는 보통 앞톱니근 강화를 목표로 하는 운동을 포함한다. 푸시업 플러스(push-up plus, PUP)는 앞톱니근 강화를 위해 처방되는 가장 흔한 운동 중 하나이다. 푸시업 플러스는 일반적인 푸시업 동작 후에 어깨뼈를 완전히 내미는 플러스 동작을 추가하는 방식으로 이루어진다. 플러스 동작 중에는 앞톱니근이 근전도상에서 다른 동작들과 비교했을 때 가장 높은 평균 활성을 나타낸다는 것이 알려져 있다.

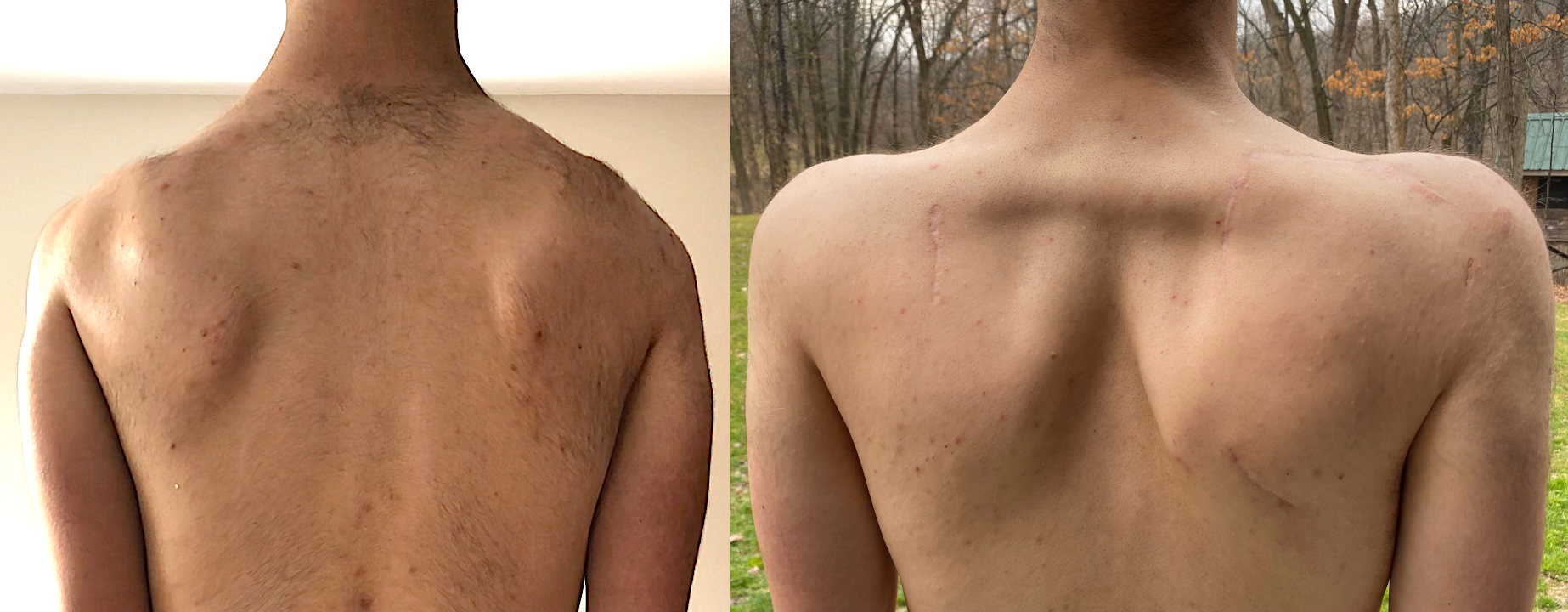
FSHD 환자에서 두 어깨뼈 간의 어깨뼈고정술을 시행하기 전후를 비교한 사진. 아킬레스건 이식편을 사용하여 두 어깨뼈가 뒤로 들인 위치에서 서로 묶여 있다. 오른쪽 그림에서 마름근이 표면에서 보인다.

수술적 선택지에는 신경 병변이 원인인 경우 신경용해(척수시상로절단술)와 갈비사이신경 전위가 있다. 신경 수술로 날개어깨뼈를 고칠 수 없는 경우 힘줄전이술이 고려할 수 있는 방식이 된다. 큰가슴근 전이는 앞톱니근 마비만 있는 경우 시행할 수 있고, 등세모근 마비만 있는 경우에는 에덴-랑게 처치를 시행할 수 있다. 근디스트로피나 여러 근육의 문제가 있어 힘줄전이술이 불가능한 경우 어깨뼈와 가슴우리 사이에서 뼈를 융합시키는 어깨가슴융합술(scapulothoracic fusion)이나 융합이 없이 고정술을 시행할 수 있다. 융합술의 결과는 성공적이라는 것이 밝혀져있지만 Kord 등에 의해 수행된 연구에서 130명의 환자 중 40% 이상에서 합병증이 관찰되었다.

## 역학
앞톱니근 마비로 인한 날개어깨뼈는 드물다. Fardin 등에 의한 보고에서 근전도 연구실의 환자 7,000명 중 15명의 날개어깨뼈 사례가 나타났다. Overpeck과 Ghormley에 의한 다른 기록에서는 메이오 클리닉에서 관찰된 38,500명의 환자들 중 오직 한 명의 사례만이 발견되었다. Remak에 의한 보고에서는 12,000명의 신경학적 검사 결과 앞톱니근 마비가 진단된 사례는 3건이었다.

## 같이 보기
- 어깨뼈
- 어깨